# درگومیرشت
شهر درگومیرشت (به رومانیایی: Dragomireşti, Maramureş) در شهرستان مرموره در کشور رومانی واقع شده‌است. جمعیت این شهر ۳٬۱۳۲ نفر  است.